# John Hardy Steele
John Hardy Steele, född 4 januari 1789 i Salisbury i North Carolina, död 3 juli 1865 i Peterborough i New Hampshire, var en amerikansk politiker (demokrat). Han var New Hampshires guvernör 1844–1846.
Steele efterträdde 1844 Henry Hubbard som guvernör och efterträddes 1846 av Anthony Colby.